# Isle Abbots
Isle Abbots est une paroisse civile et un village du Somerset, en Angleterre.